# Protocol d'Informació de Programa i Sistema
El Protocol d'Informació de Programa i Sistema (PSIP per les seves sigles en anglès) és el protocol de comunicacions utilitzat al sistema de televisió digital ATSC. Aquest protocol és utilitzat per a transportar les metadades sobre cadascun dels canals en la difusió de l'stream de transport d'una estació de televisió i per a publicar informació sobre els programes de televisió. D'aquesta manera, els espectadors poden seleccionar el que volen veure a través d'un títol i la descripció.

## El que fa el protocol PSIP
El protocol PSIP defineix canals virtuals i una valoració del contingut, així com una Guia Electrònica de Programes amb un títol i (opcionalment) descripcions per a ser descodificades i mostrades pel sintonitzador ATSC.
El protocol PSIP també pot enviar:
- El temps exacte referit al sistema UTC i al temps GPS.
- El nom curt, que algunes estacions utilitzen per publicar el seu indicador (el que en anglès es coneix com a callsign).

El protocol PSIP està definit a l'estàndard ATSC A/65, la versió més recent del qual és la A/65C, publicada l'any 2006. L'ús de l'estàndard A/69 és una pràctica recomanada per implementar el protocol PSIP en una estació de TV.
El protocol PSIP reemplaça els mètodes dels protocols A/55 i A/56 (que han estat eliminats pel sistema ATSC) d'entrega d'una Guia de Programa. La Guia de TV en pantalla és un sistema propietari diferent proporcionat per a la difusió de dades a una estació, mentre que pel protocol PSIP és necessari, almenys als Estats Units, que sigui enviat per totes les estacions digitals de televisió.
La informació PSIP pot ser passada a través de la cadena de producció audiovisual/postproducció/emissió utilitzant protocols propietaris, o més favorablement a través de l'ús basat en XML del Protocol de Comunicació de Metadades de la Programació (PMCP per les seves sigles en anglès, o ATSC A/76).

## Taules incloses

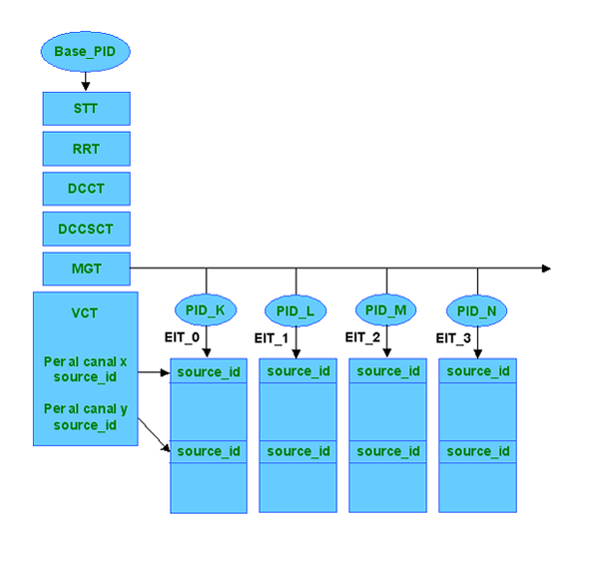
Taula de jerarquia del protocol PSIP

- STT (System Time Table) – Temps actual, transmès almenys un cop per segon, amb una precisió d'un segon o millor.
- MGT (Master Guide Table) – Punter de dades a altres taules PSIP.
- VCT (Virtual Channel Table) - Defineix atributs per a cadascun dels canals virtuals.
- RRT (Rating Region Table) – Ratings de contingut per cada país (regió) cobert per l'estació, excepte pels Estats Units, la regió dels quals està carregada a la configuració de la TV.
- EIT (Event Information Table) – Títols i dades de la Guia de Programa.
- ETT (Extended Text Table) – Descripcions detallades dels canals (Channel Extended Text Table o CETT) i esdeveniments a l'aire (Event Extended Text Table o EETT).
- DCCT (Directed Channel Change Table)
- DCCSCT (Directed Channel Change Selection Code Table) – Proporciona l'habilitat d'actualitzar els estats i els gèneres dels programes utilitzats a les taules DCCT.

### Master Guide Table(Taula de Guia Mestra)
La Taula de Guia Mestra llista els números de versió, la longitud en bytes i els identificadors (PID) de totes les altres taules PSIP a excepció de la taula STT, que funciona de forma independent.

### Virtual Channel Table(Taula de Canal Virtual)
La Taula de Canal Virtual (VCT per les seves sigles en anglès) conté una llista amb diversos atributs per als canals virtuals continguts a l'stream de transport. La informació bàsica continguda a la taula VCT inclou el número d'identificador de l'stream de transport, el número de canal (major i menor), el nom curt del canal, el número de programa, un flag (bandera) de control d'accés, la localització del camp per a missatges de text estès i el tipus de servei.
Informació addicional pot esser transportada col·locada després de la informació bàsica.
- TVCT (Terrestrial Virtual Channel Table) – Defineix cadascun dels canals virtuals i permet associar les EIT amb el canal.
- CVCT (Cable Virtual Channel Table) – Assigna números a cadascun dels canals virtuals i permet associar les EIT amb el canal.

### Event Information Table(Taula d'Informació d'Esdeveniments)
La Taula d'Informació d'Esdeveniments conté informació (títol, temps d'inici, etc.) per als esdeveniments dels canals virtuals definits. Un esdeveniment és, en la major part dels casos, un programa típic de TV.
El protocol PSIP soporta fins a 128 EITs i cadascuna d'elles és referida com EIT-k, amb k = 0, 1, ..., 127. Cadascuna d'aquestes taules pot tenir múltiples instàncies corresponents a un únic canal virtual.
Per a una difusió terrestre, com a mínim s'han d'incloure les quatre primeres EIT a l'stream de tranport.
Els esdeveniments s'han de disposar en l'ordre dels seus temps d'inici. És a dir, el temps d'inici del primer esdeveniment ha de ser igual o menor que el del segon esdeveniment (la igualtat es donarà en el cas que es tracti del mateix esdeveniment).
Els continguts dels camps i descriptors de cada esdeveniment han de ser representacions precises de la informació coneguda de cada esdeveniment. S'hauran d'actualitzar si es disposa d'informació més precisa.

### Extended Text Table(Taula de Text Extès)

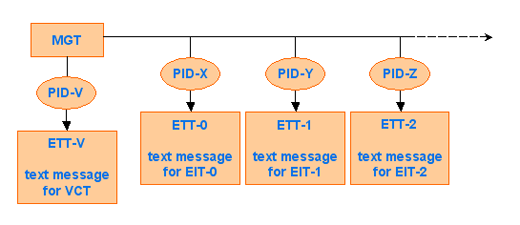
Estructura d'una Extended Text Table. Definida per al transport de missatges de text estès que descriuen els canals virtuals i els esdeveniments.

La Taula de Text Extès conté streams de Missatge de Text Extès (ETM per les seves sigles en anglès). Aquest tipus de missatge són opcionals i són utilitzats per a proporcionar descripcions detallades dels canals (canals ETM) virtuals i esdeveniments (esdeveniments ETM).
Un Missatge de Text Extès és una estructura múltiple de cadena de caràcters que pot contenir una misma descripció en diferents idiomes (a cada idioma li correspondrà una cadena de caràcters). Si és necessari, es truncarà la cadena per a ajustarla a l'espai de visualització.

### Directed Channel Change(Canvi de canal dirigit)
La funció DCC permet als difusors indicar als receptors de TV digital on canviar, basant-se en les configuracions de l'usuari. És molt similar a un codi ZIP o un altre tipus de postcodi, que pot seleccionar la programació a mostrar basant-se en informació demogràfica, com per exemple la televisió comercial o la previsió del temps, possiblement recollit d'un canal de difusió de dades auxiliar.
La implementació de la característica DCC és totalment opcional, i depèn del desenvolupament del receptor ATSC i de la tecnologia del descodificador. Per exemple, una gravadora digital de vídeo pot gravar la difusió d'anuncis per a la seva posterior visualització.